# Patricio Mardones
Luis Patricio Mardones (San Vicente de Tagua Tagua, 17 juli 1962) is een voormalig profvoetballer uit Chili, die speelde als middenvelder gedurende zijn carrière.

## Clubcarrière
Mardones speelde clubvoetbal in Chili en Zwitserland. Hij beëindigde zijn loopbaan in 1995.

## Interlandcarrière
Mardones speelde 29 officiële interlands voor Chili in de periode 1985-1995, en scoorde twee keer voor de nationale ploeg. Hij maakte zijn debuut in de vriendschappelijke thuiswedstrijd tegen Finland (2-0) op 8 februari 1985 in Viña del Mar. Mardones nam met Chili deel aan twee edities van de strijd om de Copa América: 1987 en 1995.
| Interlanddoelpunten | Interlanddoelpunten | Interlanddoelpunten | Interlanddoelpunten   | Interlanddoelpunten | Interlanddoelpunten | Interlanddoelpunten | Interlanddoelpunten |
| #                   | Datum               | Locatie             | Wedstrijd             | Goal(s)             | Score               | Uitslag             | Wedstrijd           |
| ------------------- | ------------------- | ------------------- | --------------------- | ------------------- | ------------------- | ------------------- | ------------------- |
| 1                   | 23/11/1988          | Lima                | Peru – Chili          | 30'                 | 0 – 1               | 1 – 1               | Oefeninterland      |
| 2                   | 25/05/1995          | Edmonton            | Chili – Noord-Ierland | 81'                 | 2 – 1               | 2 – 1               | Canada Cup          |

## Erelijst
Universidad Católica
- Primera División

1984, 1987
- Copa Chile

1983
- Copa República

1983
 Universidad de Chile
- Primera División

1994, 1995